# Poul Høybye
Poul Høybye (n. 10 iunie 1903, Fåborg, d. 28 mai, 1986) a fost un lingvist, lexicograf și profesor universitar danez.
Licențiat în franceză și germană (Universitatea din Copenhaga). Predă limbi străine la Școala comerciala Niels Brock și la Școala superioară de comerț din Copenhaga din anul 1928, începând astfel o carieră universitară care va culmina cu numirea sa ca profesor la Universitatea din Copenhaga în 1962. Între timp își ia doctoratul în 1944 cu tema L'accord en français contemporain. Essai de grammaire descriptive (o lucrare de peste 300 de pagini, publicată și în formă de carte).
Membru fondator al cercului lingvistic danez Lingvistkredsen.
Traducător al lui Hans Christian Andersen în limba franceză.
Specializat în limbile romanice, a colaborat cu Valeriu Munteanu la dicționarul danez-român.

## Cărți
- De franske verber, Forlaget Systime, 1977
- Nøgle til italienske verber
- Dansk-Fransk ordbog (cu Andreas Blinkenberg), Copenhaga, 1937
- Andersen et la Frabce. Med Dansk resumé. With a Summary in English, Editura Munksgaard, 1960
- Arabisk kompendium, 1968
- Schlüssel zur arabischen Sprache : besonders für Romanisten, editura Francke, Berna, 1971
- Engelsk-Dansk Ordborg, Copenhaga, Berlingske Forlag, 1964
- Dansk-rumænsk ordbog, (Dicționar danez-român) (cu Valeriu Munteanu și Emma Kjærulf, Editura Științifică și Enciclopedică, 1984
- Dansk-italiensk ordbog,  (cu Johanne Mengel), 1959
- Italiensk-dansk ordbog, cu (Johanne Mengel), 1963, Berlingske forlag.
- Levende ord fra døde sprog. Ordbok, 1953